# Metilenotetrahidrofolato redutase
Metilenotetrahidrofolato redutase (MTHFR) é uma enzima (EC 1.5.1.20) que existe nas células humanas, auxiliando principalmente no metabolismo do ácido fólico através de sua participação no ciclo da metilação. Também possui um papel importante na redução dos níveis de homocisteína no sangue. A MTHFR é considerada uma enzima marca-passo no ciclo da metilação, ou seja, cuja atividade determina a taxa global da via metabólica a que pertence. É codificada pelo gene MTHFR.
Diversas mutações podem provocar a doença genética homocistinuria.

## Bioquímica
A metilenotetrahidrofolato redutase (MTHFR) catalisa a redução de 5,10-metilenotetrahidrofolato (CH2-H4folato) a 5-metiltetrahidrofolato (CH3-H4folato). A catálise dessa reação fornece a única fonte de CH3-H4folato utilizado pela metionina sintase na síntese de metionina a partir da homocisteína. O MTHFR desempenha um papel fundamental no metabolismo do folato e na homeostase da homocisteína.
- 5,10-metileno-tetrahidrofolato é usado para converter dUMP em dTMP para a síntese “de novo” da timidina.
- O 5-metiltetrahidrofolato é usado para converter homocisteína (um aminoácido potencialmente tóxico) em metionina pela enzima metionina sintase. (Observe que a homocisteína também pode ser convertida em metionina pela enzima independente de folato betaína-homocisteína metiltransferase)

MTHFR contém um cofator de flavina ligado e usa NAD(P)H como o agente redutor.

Conversão pela MTHFR

## Genética
A enzima é codificada pelo gene com o símbolo da MTHFR no cromossomo 1 localização p36.3 em seres humanos. Há sequência de DNA variantes (polimorfismos genéticos) associado a este gene. Em 2000, um relatório trouxe o número de polimorfismos de até 24. Dois dos mais investigados são C677T (rs1801133) e A1298C (rs1801131) de polimorfismos de nucleotídeo único(SNPs). Estima-se que cerca de 30 a 50% da população apresente polimorfismos nos genes C677T ou A1298C, responsáveis pela síntese de MTHFR.

A relação entre polimorfismos de MTHFR e hiper-homocisteinemia ainda não foi bem estabelecida. As variantes do gene também foram relatadas como associadas a doenças cardiovasculares. Além disso, os polimorfismos C677T podem desempenhar um papel no desenvolvimento da hipertensão. Pesquisas recentes sugeriram que variantes de MTHFR podem estar independentemente ligadas a doenças cardiovasculares e hipertensão, devido ao envolvimento do produto da enzima MTHFR (5-metil-tetraidrofolato /5-MTHF) na regulação das funções endoteliais.

A baixa ingestão de folato afeta indivíduos com o genótipo 677TT em maior extensão do que aqueles com os genótipos 677CC/CT. Indivíduos 677TT (mas não 677CC/CT) com níveis plasmáticos mais baixos de folato estão em risco de níveis plasmáticos elevados de homocisteína. Em estudos de MTHFR recombinante humano, a proteína codificada por 677T perde seu cofator FAD três vezes mais rápido que a proteína do tipo selvagem. O 5-metil-THF diminui a taxa de liberação de FAD nas enzimas do tipo selvagem e mutantes, embora seja muito maior na enzima mutante. O baixo nível de folato com a consequente perda de FAD aumenta a termolabilidade da enzima, fornecendo assim uma explicação para os níveis normalizados de homocisteína e metilação do DNA em indivíduos 677TT repletos de folato.
Detecção de polimorfismos MTHFR
Um método ARMS-PCR triplex tetra-primer foi desenvolvido para a detecção simultânea de polimorfismos C677T e A1298C com o polimorfismo A66G MTRR em uma única reação de PCR.

Deficiência grave de MTHFR
A deficiência grave de MTHFR é rara (cerca de 50 casos em todo o mundo) e é causada por mutações que resultam em 0–20% de atividade enzimática residual. Os pacientes apresentam atraso no desenvolvimento, disfunção motora e da marcha, convulsões e comprometimento neurológico e têm níveis extremamente altos de homocisteína no plasma e na urina, bem como níveis plasmáticos de metionina baixos a normais. Essa deficiência e mutações no MTHFR também foram associadas à paraparesia espástica recessiva com deficiência do complexo I.
Um estudo sobre a população uigur chinesa indicou que o polimorfismo rs1801131 em MTHFR foi associado com nsCL/P na população uigur chinesa. Dadas as características genéticas e ambientais únicas da população uigur, esses achados podem ser úteis para explorar a patogênese dessa doença complexa.

## Epigenética
A hipermetilação aberrante do promotor MTHFR está associada à infertilidade masculina. Além disso, esse fenômeno epigenético impróprio foi observado em amostras de sêmen de homens inférteis pertencentes a casais com histórico de aborto espontâneo recorrente. A hipermetilação imprópria do promotor MTHFR pode afetar os dois papéis essenciais da metilação do DNA em células espermatogenéticas, o processo de metilação global do genoma e a impressão genômica de genes paternos. Além disso, a hipermetilação do promotor do gene MTHFR também foi associada à perda de metilação no gene H19 impresso em amostras de sêmen de homens inférteis.